# Korsaranthus natalensis
Korsaranthus natalensis is een zeeanemonensoort uit de familie Actiniidae.
Korsaranthus natalensis is voor het eerst wetenschappelijk beschreven door Carlgren in 1938.